# Marsijaure
Marsijaure är en sjö i Sorsele kommun i Lappland och ingår i Umeälvens huvudavrinningsområde. Sjön har en area på 0,111 kvadratkilometer och ligger 688 meter över havet. Marsijaure ligger i Vindelfjällen Natura 2000-område.

## Delavrinningsområde
Marsijaure ingår i det delavrinningsområde (732555-151033) som SMHI kallar för Utloppet av Marsijaure. Medelhöjden är 805 meter över havet och ytan är 4,74 kvadratkilometer. Räknas de 2 avrinningsområdena uppströms in blir den ackumulerade arean 4,96 kvadratkilometer. Vattendraget som avvattnar avrinningsområdet har biflödesordning 5, vilket innebär att vattnet flödar genom totalt 5 vattendrag innan det når havet efter 417 kilometer. Avrinningsområdet består mestadels av sankmarker (22 procent) och kalfjäll (75 procent). Avrinningsområdet har 0,11 kvadratkilometer vattenytor vilket ger det en sjöprocent på 2,3 procent.